# Werner Plath (Schwimmer)
Werner Plath (* 27. Juli 1918 in Berlin; † 1945 (gefallen)) war ein deutscher Schwimmer, der in den späten 1930er Jahren für Wiking Berlin und Askania Berlin startete. Er gewann insgesamt zehn deutsche Meisterschaften und war auch international erfolgreich.

## Deutsche Meisterschaften
- 200 m Freistil 1936, 1937, 1938, 1940 und 1941
- 400 m Freistil 1937, 1940 und 1941
- 1500 m Freistil 1940 und 1941

## Europameisterschaften
Bei den Europameisterschaften 1938 in London gewann Plath zwei Medaillen:
- Silber über 400 m Freistil in 4:56,2 min hinter dem Schweden Björn Borg (Gold in 4:51,6 min)
- Gold mit der 4 × 200-m-Freistilstaffel in 9:17,6 min (Team: Werner Plath, Wolfgang Heimlich, Hans Freese und Werner Birr) vor Frankreich (Silber in 9:22,6 min) und Großbritannien (Bronze in 9:24,6 min)

## Olympische Spiele
Bei den Olympischen Spielen 1936 in Berlin war Plath Mitglied der 4-mal-200-Meter-Freistilstaffel, die in 9:19,0 min auf Platz 5 kam (Team: Werner Plath als Startschwimmer, Wolfgang Heimlich, Hermann Heibel und Helmut Fischer).